# Tabuan-Lasa
Tabuan-Lasa (Bayan ng Tabuan-Lasa, Basilan) är en kommun i Filippinerna. Kommunen ligger på ön Basilan, och tillhör provinsen Basilan. Folkmängden uppgår till 24 188 invånare.

## Barangayer
Tabuan-Lasa är indelat i 10 barangayer.
| - Babag (Babuan Island) - Balanting - Boloh-Boloh - Bukut-Umus - Kaumpurnah - Lanawan | - Pisak-Pisak - Saluping - Suligan (Babuan Island) - Sulloh (Tapiantana) - Tambulig Buton |